# Sordariomycetes
Sordariomycetes je klasa gljiva u pododeljenju Pezizomycotina (Ascomycota). To je druga po veličini klasa Ascomycota, sa distribucijom širom sveta koja uglavnom prihvata kopnene taksone, mada se nekoliko može naći i u vodenim staništima. Neki su fitopatogeni koji mogu da izazovu bolesti listova, stabljika i korena kod širokog spektra domaćina, dok drugi rodovi mogu izazvati bolesti kod zglavkara i sisara.
Naziv Sordariomycetes potiče od latinskog sordes (prljavština) jer neke vrste rastu u životinjskom izmetu, iako se navike rasta uveliko razlikuju u različitim klasama.
Godine 2013, ovaj taksom se sastojao od 3 podklase, 12 redova, 600 rodova i 3000 vrsta, Zatim je do 2015. imao 3 podklase, 28 redova, 90 porodica i 1344 roda. Ovo se povećalo na 4 podklase i 54 reda u 2020. godini. Zatim se to povećao na 6 podklasa i 54 reda 2023. godine. U maju 2023. godine, GBIF je naveo 26.295 vrsta u Sordariomycetes.
Sordariomycetes su takođe poznate kao Pyrenomycetes, od grčkog πυρἠν - 'koštica voća' - zbog obično pomalo žilave teksture njihovog tkiva.
Sordariomycetes poseduju veliku varijabilnost u morfologiji, obliku rasta i staništu. Većina ima peritecijalna (u obliku bočice) plodišta, ali askomate mogu ponekad biti kleistotecijalne (kao što su rodovi Anixiella, Apodus, Boothiella, Thielavia i Zopfiella). Plodna tela mogu biti pojedinačna ili skupna, površna ili uronjena u strome ili tkiva supstrata i mogu biti svetla do jarke ili crne boje. Pripadnici ove grupe mogu da rastu u zemljištu, balegi, naslagama listova i raspadajućem drvetu kao razlagači, kao i gljivični paraziti i patogeni insekata, ljudi i biljaka.
Sordariomycetes su jedna od klasa koje se takođe mogu naći u moru, kao što su redovi, Lulworthiales i Koralionastetales, koji su svrstani u podklasu Lulworthiomycetidae, i sastoje se isključivo od morskih taksona.
Neke vrste Sordariomycetes su ekonomski važne kao agensi za biokontrolu, a drugi rodovi mogu da proizvode širok spektar hemijski raznovrsnih metabolita, koji su važni u poljoprivrednoj, medicinskoj i drugim biotehnološkim industrijama.

## Literatura
- Barr, M.E. (1987). Prodromus to Class Loculoascomycetes. Amherst MA: Newell.
- Barr, M.E. (1990). „Prodromus to nonlichenized, pyrenomycetous members of Class Hymenoascomycetes”. Mycotaxon. 39: 43—184.
- Castlebury, L.A.; Rossman, A.Y.; Jaklitsch, W.J.; Vasilyeva, L.N. (2002). „A preliminary overview of the Diaporthales based on large subunit nuclear ribosomal DNA sequences”. Mycologia. 94 (6): 1017—31. JSTOR 3761867. PMID 21156573. doi:10.2307/3761867.
- Lumbsch, H.T. (2000). „Phylogeny of filamentous ascomycetes”. Naturwissenschaften. 87 (8): 335—342. Bibcode:2000NW.....87..335L. PMID 11013884. S2CID 30326347. doi:10.1007/s001140050736.
- Luttrell, E.S. (1951). „Taxonomy of the Pyrenomycetes”. University Missouri Stud. Sci. Ser. 24: 1—120.
- Lutzoni, F.; Kauff, F.; Cox, C.J.; McLaughlin, D.; Celio, G.; Dentinger, B.; Padamsee, M.; Hibbett, D.; James, T.Y.;  . (2004). „Assembling the fungal tree of life: progress, classification, and evolution of subcellular traits”. Am. J. Bot. 91 (10): 1446—80. PMID 21652303. doi:10.3732/ajb.91.10.1446 .
- Spatafora, J.W.; Blackwell, M. (1993). „Molecular systematics of unitunicate perithecial ascomycetes: the Clavicipitales-Hypocreales connection”. Mycologia. 85 (6): 912—922. JSTOR 3760674. doi:10.2307/3760674.

## Spoljašnje veze
- Tree of Life Sordariomycetes Архивирано 2013-02-06 на сајту